# Kwaku Dua I Panyin
Kwaku Dua I Panyin, detto anche Barima Fredua Agyeman (Kumasi, 1797 – Kumasi, 27 aprile 1867), è stato l'ottavo re degli Ashanti dal 25 agosto 1834 sino alla propria morte nel 1867..

## Biografia

### I primi anni
Kwaku Dua I prese parte, prima di divenire sovrano, alle guerre contro il Gyaman nel 1818–19, e comandò una divisione dell'esercito degli ashanti nella battaglia di Katamanso del 1826 come principe ereditario.

### I rapporti coi coloni olandesi
Basandosi sui frequenti sacrifici umani compiuti dagli Ashanti, i primi coloni olandesi giunti nella Costa d'Oro si convinsero che tale popolo doveva avere un notevole potere sulla zona e che quindi ritennero opportuno stringere  un trattato di alleanza di cui i Paesi Bassi avrebbero beneficiato per la colonizzazione dell'area. Il 28 marzo 1837, Kwaku Dua I, siglò un accordo con l'inviato di re Guglielmo I dei Paesi Bassi, Jan Verveer, per provvedere all'esercito olandese delle reclute, chiamate localmente Belanda Hitam. 1000 africani entrarono a far parte dell'esercito coloniale olandese in cambio di 2000 fucili subito e 4000 in seguito. Jacob Huydecoper, un mulatto di Elmina, aprì un'agenzia di reclutamento a Kumasi alla fine di questo contratto. Dal momento che le reclute dovevano necessariamente essere volontari, agli schiavi venne concesso un pagamento anticipato per la loro libertà in cambio del servizio militare. Come parte dell'accordo, due principi ashanti (Kwasi Boakye e Kwame Poku) vennero portati nei Paesi Bassi per ricevere un'educazione adeguata.

## Guerre e successione
Dal 1841 al 1844, Kwaku Dua I combatté contro i Gonja ed i Dagomba a nord del territorio degli Ashanti. Nel 1863, gli Ashanti invasero il territorio a sud che era sotto il protettorato britannico, il che peggiorò le relazioni con gli inglesi.
Kwaku Dua I morì nel 1867 e venne succeduto dal pronipote Kofi Karikari.